# Luces apagadas (fabricación)

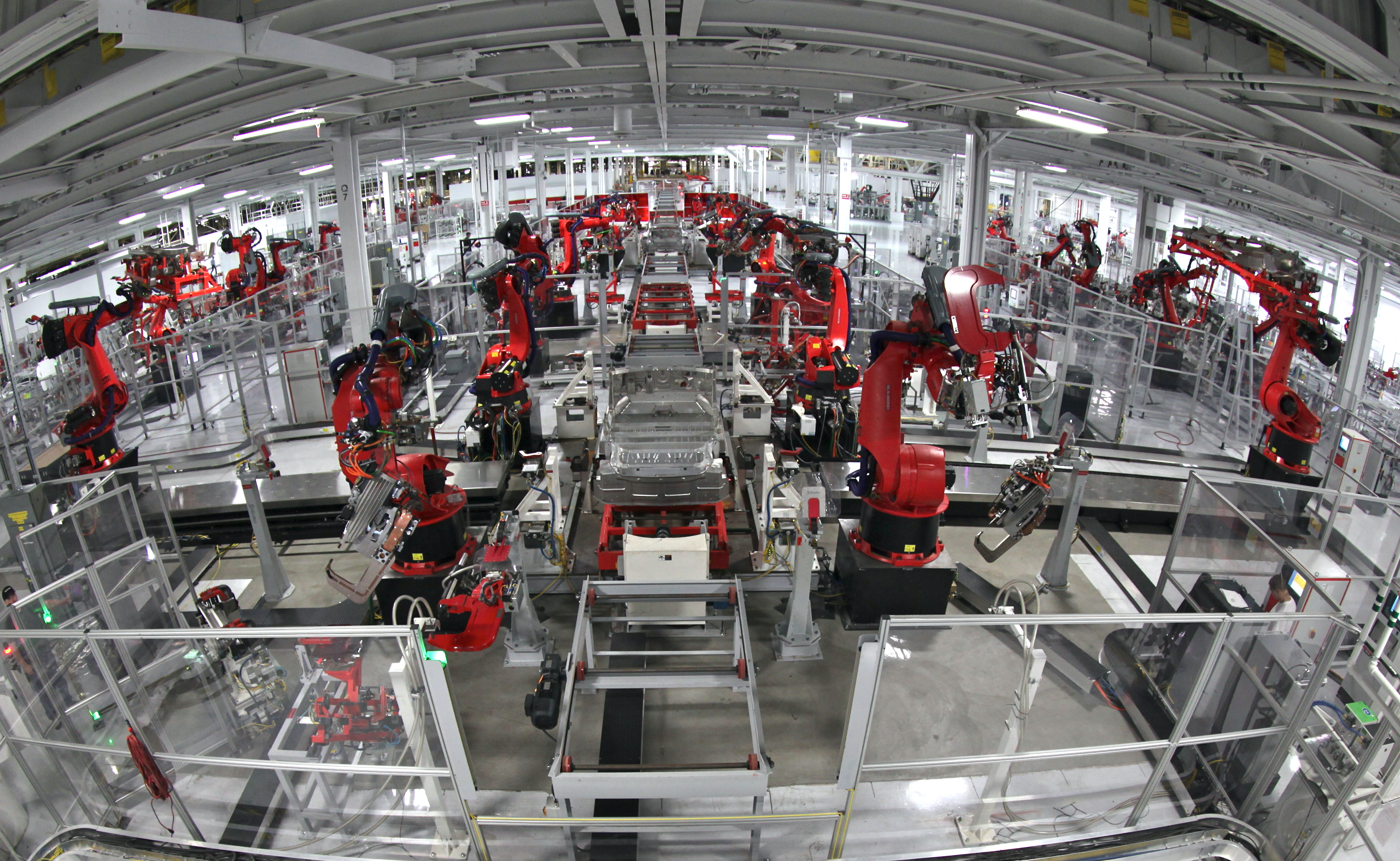
Línea de ensamblaje de Tesla Motors

La fabricación con Luces Apagadas (del inglés: Lights Out) es una metodología (o filosofía) de producción industrial, más que un proceso específico.
Las fábricas que funcionan con las luces apagadas están totalmente automatizadas y no requieren presencia humana en el sitio de la fábrica. De esta forma estas fábricas pueden funcionar con las luces apagadas. Muchas fábricas son capaces de funcionar de esta forma, pero muy pocas operan exclusivamente de esta forma. Normalmente, trabajadores humanos son necesarios para abastecer las torres que tienen las piezas que deben ser procesadas, y para sacar las piezas completadas. A medida que la tecnología necesaria para la producción con luces apagadas incremente su disponibilidad, muchas fábricas están comenzando a utilizar este tipo de producción entre los turnos (o como un turno separado) para abastecer la creciente demanda o para ahorrar costos. Una fábrica automatizada es un lugar donde materia prima entra y los productos finalizados salen con poca o ninguna intervención humana.

Una de las primeras descripciones de una fábrica automatizada en la ficción fue hecha en el relato corto de 1955 "Autofac".

## Ejemplos del mundo real

### Mecanizado CNC de "luces apagadas"
Las máquinas herramientas de Control Numérico por Computadora (del inglés: Computer Numerical Control, CNC) no requieren la atención continua de un operador humano, y algunos modelos pueden y son operados sin ninguna supervisión. Algunos talleres mecánicos funcionan sin supervisión en las noches y los fines de semana.. Citando otro taller: "Nos gusta tener tantas horas de funcionamiento", dice Casey. "Dejamos el taller a las 18:00. Cuando regresamos la siguiente mañana a las 06:00 el trabajo ya está terminado. Usamos este método en dos trabajos de largo plazo y se adecuan a ellos perfectamente. Este enfoque de luces apagadas definitivamente nos ayudó a incrementar la productividad y a usar nuestras máquinas en forma más eficiente". 

### Fábricas de Luces Apagadasexistentes
FANUC, una compañía de robótica japonesa, ha estado operando una fábrica de luces apagadas que produce robots desde el año 2001.
De acuerdo a Gary Zywio, vicepresidente de FANUC, "los robots están construyendo a otros robots a un ritmo de aproximadamente 50 cada 24 horas y pueden funcionar sin supervisión hasta por 30 días de una sola vez, no solo apagamos las luces sino que también el aire acondicionado y la calefacción".